# Rodeo

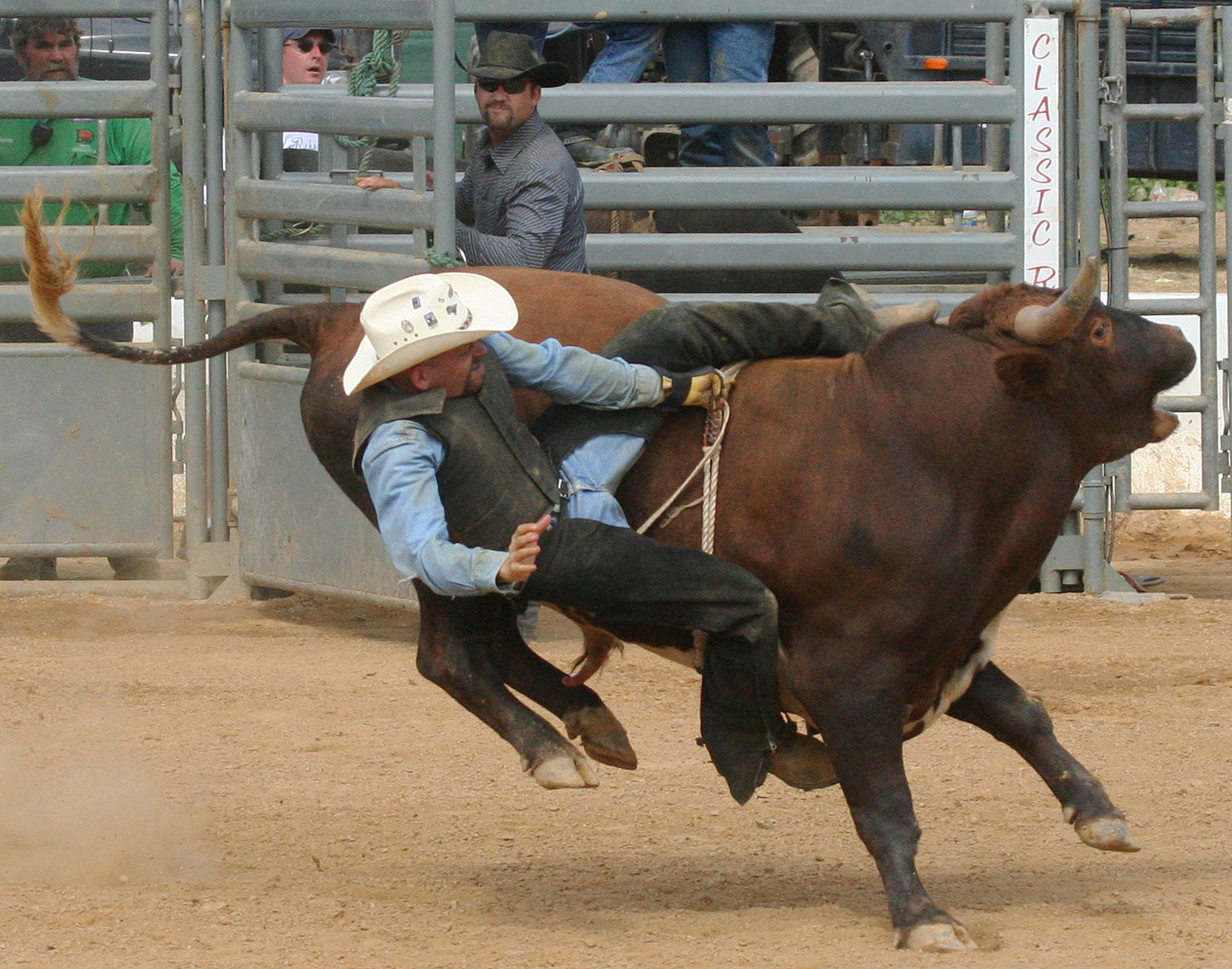
Jízda na býkovi

Rodeo (z lat. rotare, špan. ródeár – otáčet, obtáčet) je tradiční sport severoamerických kovbojů.

## Historie
Rodeo bylo původně termínem pro shánění dobytka, jeho oběhnutí a sražení dohromady (dnes v angličtině round up), prováděné před značkováním. V dnešním slova smyslu začalo jako neformální soutěž mezi kovboji a stala se z něj hlavní atrakce veřejných trhů po shánění dobytka. První rodeo, za které se platilo vstupné, se konalo v Proscotte ve státě Arizona v roce 1888.

## Disciplíny
Ačkoliv současné dobytkářství již nepotřebuje kovboje s jeho zvláštními zručnostmi, jeho umění přežívá v představeních pro diváky – rodeích, kde se uskutečňují soutěže založené na úkonech, které byly kdysi denním chlebem a běžnou součástí života kovbojů. Na rodeu se soutěží v ježdění na divokých koních, kteří jsou buď neosedlaní (bareback bronco riding) nebo osedlaní (saddle bronco riding), v ježdění na divokých býcích (bull riding), v chytání telat do lasa a jejich svázání na čas (roping), v povalení býčka skokem ze sedla (steer wrestling), v oddělování krav (cutting) a v dostizích polních kuchyní (stampede).
Kromě toho na rodeích mohou být jako doplňkové disciplíny závody kolem sudů (barrel racing) a tyčí (pole bending), které v Česku jezdí senioři i junioři, případně jiné westernové disciplíny, které jsou dostatečně divácky atraktivní.

## Rodeo v České republice
Od roku 1993 pořádá Rodeo Corral WI-CZ (samostatná organizační jednotka neziskové organizace Westerners International-CZ) turnaje v rodeu i v České republice. Rodeo Corral byla první v České republice s plně schváleným programem a splňující veškerá pravidla a soutěžní řády v souladu se zákony České republiky. Již několik let pořádá tyto dva jezdecké seriály:
- o Mistra České republiky v rodeu
- Pohár Dyka Krchova juniorů